# Geraldo Guimarães
Geraldo Guimarães (Salvador, 3 de janeiro de 1978) é um cantor brasileiro de música cristã contemporânea.[carece de fontes?]

## Biografia
Nascido em Salvador, Geraldo teve seu primeiro contato com a música aos 14 anos. Ainda adolescente, começou a cantar no ministério de louvor da igreja que frequentava. Quando completou 18 anos mudou-se para o Rio de Janeiro, onde foi consagrado ministro de louvor.
Em 2010, lançou seu primeiro trabalho intitulado Casa do Pai. Este álbum foi lançado de maneira independente e foi produzido por Rogério Vieira.
Em 9 de março de 2012 assinou contrato com a MK Music. Em maio do mesmo ano, lançou o álbum Maravilhosa graça, um álbum ao vivo. Este álbum foi gravado na Igreja Videira, no Rio de Janeiro.
Em 2014, iniciou a produção do seu segundo álbum pela MK Music, intitulado Céus abertos. O disco foi lançado em dezembro de 2014. Gravado em estúdio, mas com captações ao vivo, o CD conta com as participações de Bruna Karla e Fernandinho.[carece de fontes?]
Em dezembro de 2016, lançou o CD Inédito de Deus, seu terceiro disco com o selo MK Music.[carece de fontes?]

## Discografia
- 2010: Casa do Pai
- 2012: Maravilhosa Graça
- 2014: Céus Abertos
- 2016: Inédito de Deus
- 2017: Live Session